# パウロ・フィゲイレド
パウロ・フィゲイレド（Paulo José Lopes de Figueiredo、1972年11月28日 - ）は、アンゴラの元サッカー選手。元アンゴラ代表。ポジションはミッドフィールダー。

## 来歴
2003年にアンゴラ代表デビュー。2006 FIFAワールドカップ・アフリカ予選でも8試合に出場、アンゴラ史上初となる2006 FIFAワールドカップ出場を決めた。2006 FIFAワールドカップではグループステージ全3試合に出場した。2008年までに通算39試合に出場、5得点をあげた。

## 代表歴

### 出場大会
- アンゴラ代表
  - 2006 FIFAワールドカップ

### 試合数
- 国際Aマッチ 39試合 5得点（2003年-2008年）[1]

| アンゴラ代表 | 国際Aマッチ | 国際Aマッチ |
| 年           | 出場        | 得点        |
| ------------ | ----------- | ----------- |
| 2003         | 5           | 1           |
| 2004         | 6           | 0           |
| 2005         | 7           | 1           |
| 2006         | 11          | 0           |
| 2007         | 7           | 2           |
| 2008         | 3           | 1           |
| 通算         | 39          | 5           |